# 外は雨が…
「外は雨が…」（そとはあめが）は、1998年4月1日に発売された山本譲二のシングル。

## 解説
- 山本の歌手生活25周年記念作品としてリリースされた。

- 作詞は大津あきら、作曲は浜圭介がそれぞれ手掛けている。二人は前々作「あなたしかいらない」も手掛けている。

## 収録曲
1. 外は雨が… (4分7秒)
作詞：大津あきら、作曲：浜圭介、編曲：今泉敏郎
2. 回想賦 (3分56秒)
作詞：松本礼児、作曲：桧原さとし、編曲：川村栄二
3. 外は雨が…（オリジナル・カラオケ）
4. 回想賦（オリジナル・カラオケ）